# تپه خان بابا (جلبر)
تپه خان بابا (جلبر) مربوط به دوران پیش از تاریخ ایران باستان است و در شهرستان اورمیه، روستای جلبر واقع شده و این اثر در تاریخ ۱ آذر ۱۳۴۴ با شمارهٔ ثبت ۴۶۲ به‌عنوان یکی از آثار ملی ایران به ثبت رسیده است.